# 電動船

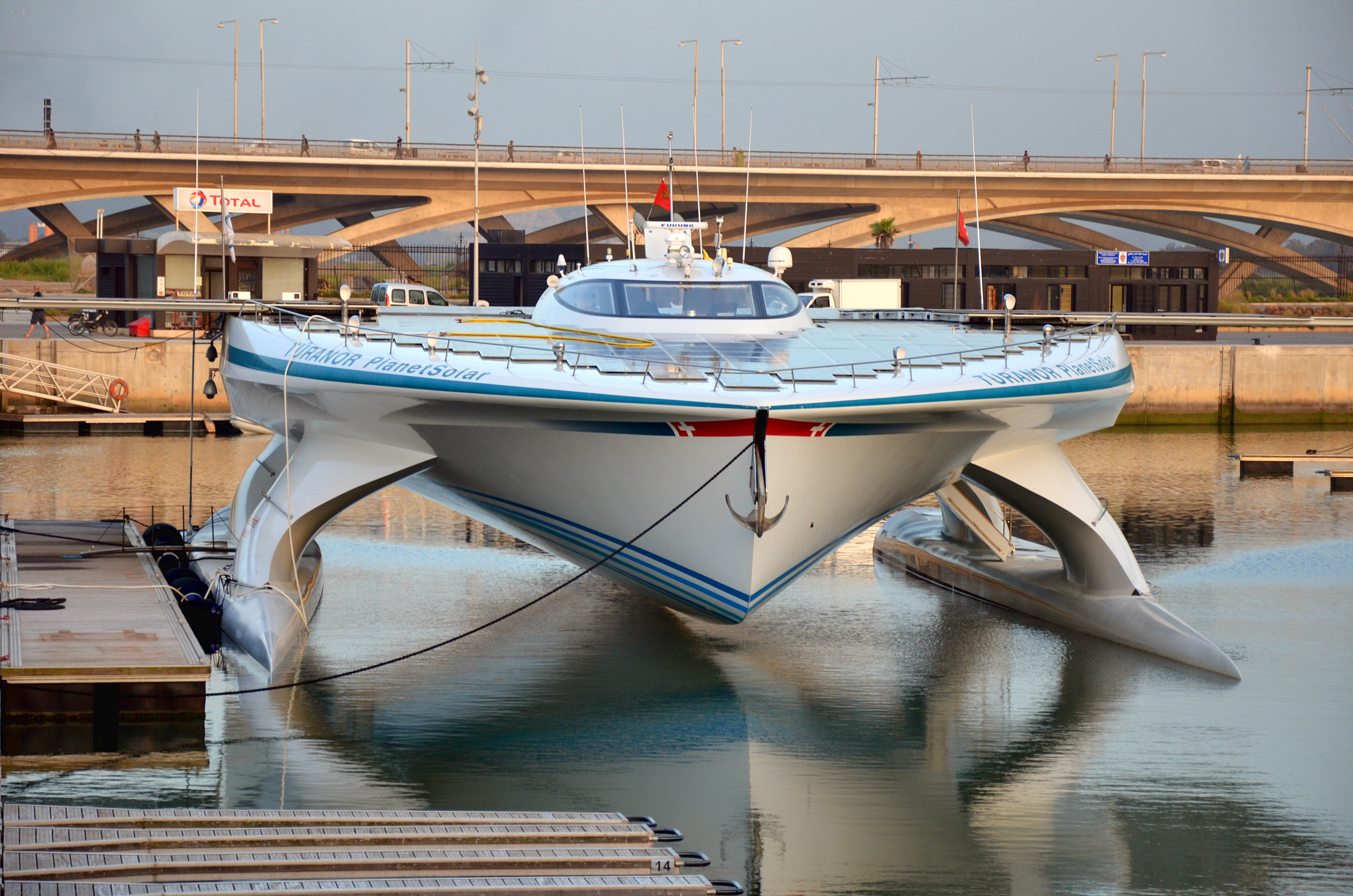
Tûranor PlanetSolar

電動船是由蓄电池组、太阳能板或船用发电机等提供电力驱动电动机推进船身的水面载具，是電動載具的一种。太阳能船指只依赖太陽能電池直接將日光的光能轉變成直流电驱动的电动船，比起仍使用燃油產生動力的综合全电力推进系统，對環境和能源消耗的衝擊更小，並能量转换效率也更高。

## 历史
尽管大多数船舶使用柴油引擎，但电力驱动的船只已有120年历史。1880年代开始，电动船曾流行一时，直到1920年代，内燃机引擎取而代之。而自1970年代能源危机以来，尤其是太阳能电池出现后，人们对安静并可能是可更新的水上动力再次兴趣日增。第一艘实际的太阳能快艇可能是1975年英国建造的。全球第一艘全太陽能遠洋船是瑞士製造的MS Tûranor PlanetSolar，而亞洲第一批太陽能船隊於2010年2月成立於台灣高雄市愛河觀光航線。2017年11月12日，全球第一艘千吨级纯电动船在广州市南沙整体吊装下水。